# Henry J

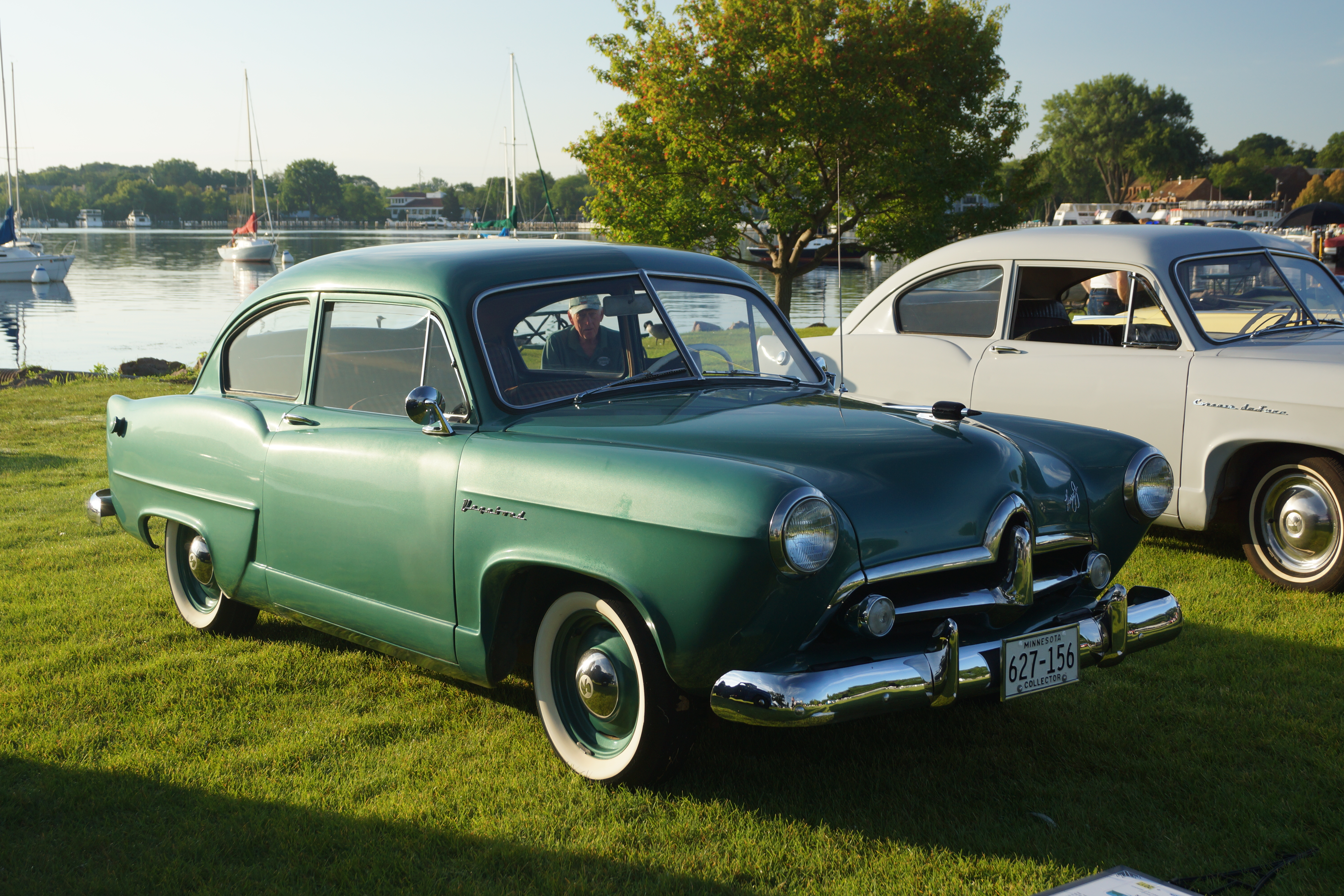
Henry J (1952)

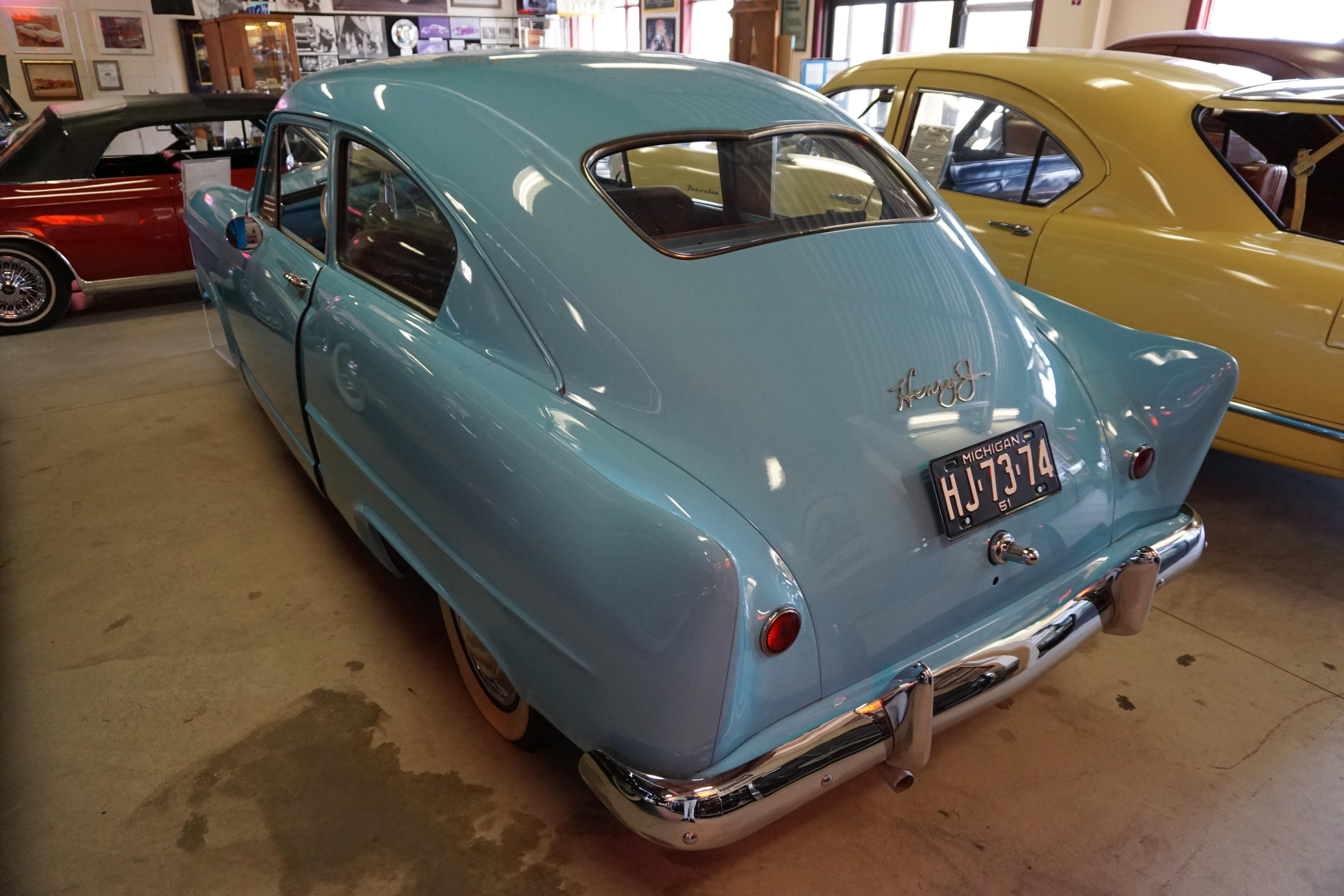
Frühe Exemplare hatten keine Kofferraumklappe

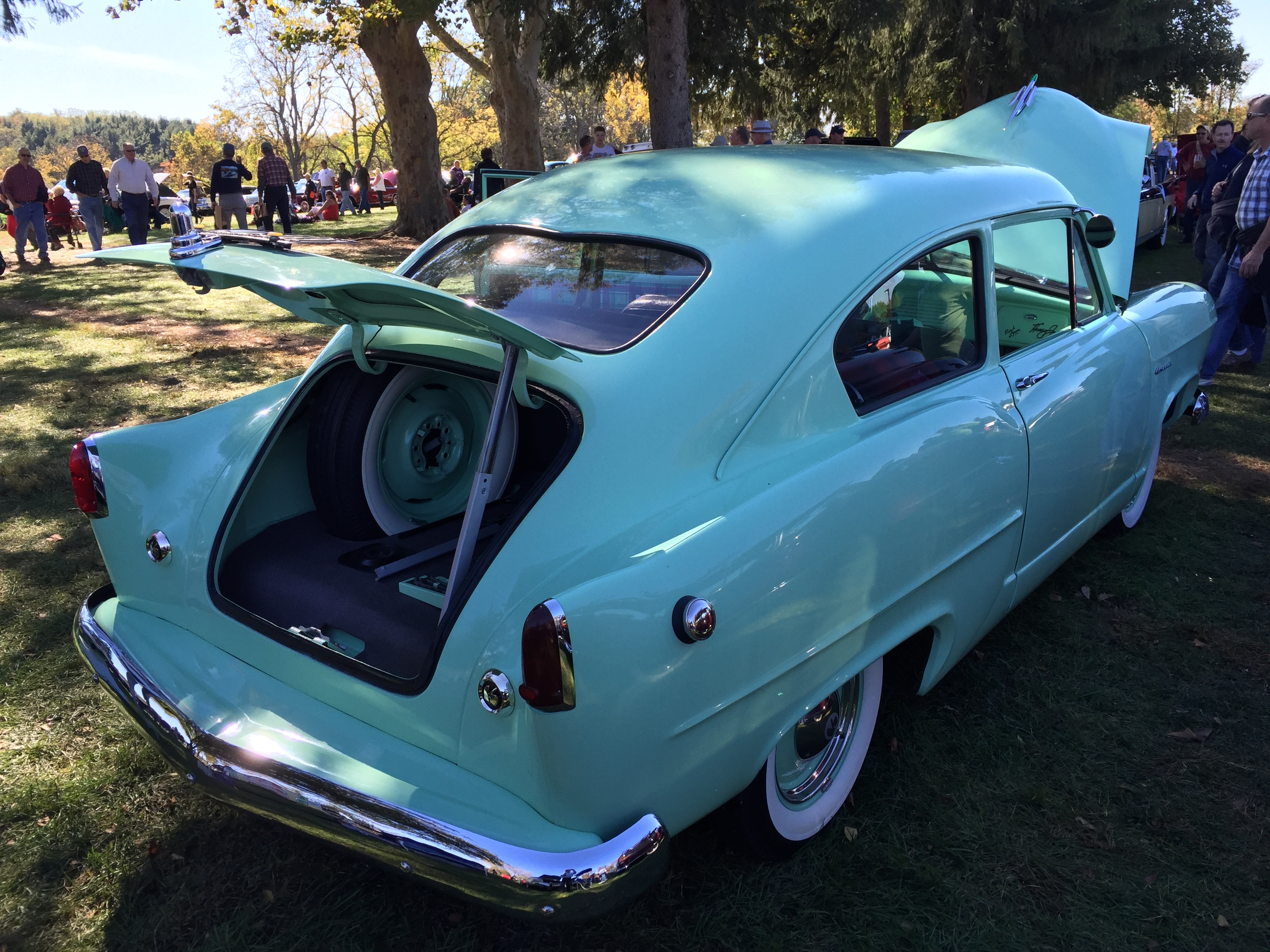
Späteres Exemplar mit Kofferraumklappe

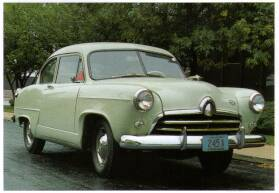
Der Allstate A-230 (1952) war eine noch einfacher ausgestattete Variante des Henry J Four, die bei Sears-Roebuck verkauft wurde.

Henry J war eine US-amerikanische Automarke, die von der Kaiser-Frazer Corporation hergestellt und nach einem ihrer Eigentümer Henry J. Kaiser benannt wurde. Die Serienfertigung der Fahrzeuge mit Sechszylindermotor begann im Juli 1950 und die der Vierzylinder Anfang Mai 1950. Am 28. September 1950 wurde das Modell offiziell vorgestellt.

## Beschreibung
Der Wagen war das geistige Kind von Henry J. Kaiser, der die Verkaufszahlen seiner Automobilfirma erhöhen wollte, indem er einen Wagen herausbrachte, der billig herzustellen und daher für den durchschnittlichen Amerikaner erschwinglich sein sollte, so wie Henry Fords T-Modell vor dem Ersten Weltkrieg. Die Kaiser-Frazer Corporation hatte 1949 für die Konstruktion des Fahrzeugs einen staatlichen Kredit gewährt bekommen, der an Bedingungen geknüpft war: der Preis des Wagens einschließlich Steuern und Auslieferungspauschale durfte 1300 US-Dollar nicht übersteigen; er musste spätestens ab 30. September 1950 ausgeliefert werden, mindestens fünf Erwachsenen Platz bieten und eine Dauergeschwindigkeit von mindestens 50 mph (80 km/h) erreichen können.
Um dies zu erreichen, war der Henry J  aus möglichst wenig Teilen aufgebaut und hatte wenig Sonderausstattung. Um Kosten zu sparen, hatten frühe Exemplare keine Kofferraumhaube; die Besitzer konnten nur nach Umklappen der Rücksitzlehne an den Kofferraum gelangen. Eine weitere Sparmaßnahme war die Auslegung des Wagens als zweitürige Limousine mit festen hinteren Seitenfenstern. In der Grundausstattung fehlten auch das Handschuhfach, Armauflagen, die Sonnenblende rechts und die Lüftungsanlage.
Den Henry J gab es mit zwei Motoren: der Vierzylinder mit 2200 cm³ lieferte 68 SAE-PS (51 kW); der Sechszylinder hatte 2640 cm³ und leistete 80 SAE-PS (60 kW). Beide Motoren wurden von Willys-Overland zugeliefert, sie hatten stehende Ventile, wobei der Vierzylinder mit nur wenigen Veränderungen aus dem Jeep CJ-3 stammte (der Grundmotor kann zwischen beiden Modellen getauscht werden).
Ab 1952 verkaufte Kaiser Motors den Henry J auch über Sears-Roebuck unter dem Namen Allstate. Der Allstate war dem Henry J sehr ähnlich, Unterschiede bestanden nur im Kühlergrill, den Firmenzeichen, den Radkappen, der Innenausstattung, den Reifen (Marke: Allstate) und der Batterie. Nach zwei Jahren mit enttäuschenden Absatzzahlen stellte Sears-Roebuck den Verkauf ein. Den Wagen gab es auch in Japan von 1951 bis 1954 in Lizenz von East Japan Heavy Industries, einem Teil des Mitsubishi-Konzerns.
Der Henry J erwies sich als Enttäuschung für Kaiser Motors. Der Henry J war zwar billig, aber für wenige Dollar mehr konnte man einen Chevrolet One-Fifty kaufen, der mit einer Kofferraumklappe und ausstellbaren hinteren Seitenfenstern ausgestattet war. Der Chevrolet, der Ford und andere billige Konkurrenzmodelle waren auch größer und boten mehr Platz im Innenraum. Kaiser-Frazer bot ab 1951 die Kofferraumklappe zusammen mit einigen anderen Ausstattungsdetails als Sonderausstattungspaket an, wobei die Werbung immer noch auf die geringen Betriebskosten des Fahrzeugs abzielte, und das zu einer Zeit, als die Gallone Benzin nur 27 Cent kostete. Die Verkäufe gingen von Jahr zu Jahr weiter zurück. Henry J. Kaiser wollte mit diesem Wagen Profit durch hohe Produktionszahlen machen, aber der schleppende Verkauf verhinderte das.
Der kompakte Rambler von Nash verkaufte sich deutlich besser, er wurde als gut ausgestattete Cabriolimousine und als praktischer kleiner Kombi vermarktet. Der Henry J war eine sehr einfach ausgestattete zweitürige Limousine; die Kunden konnten sehr wohl zwischen „preisgünstig“ und „billig“ unterscheiden und für sie hatte der Henry J bald einen schlechten Namen.
Nach dem Zukauf von Willys-Overland im Frühjahr 1953 entschied sich die Geschäftsleitung von Kaiser Motors zur Einstellung der Produktion des Henry J zum Ende des Modelljahres 1953. Die Versuche, die verbleibenden Wagen 1953 abzuverkaufen, scheiterten. So machte man diese Fahrzeuge zu 1954er-Modellen, bis alle rund um die Fabrik in Willow Run verstreuten Autos verkauft waren.
Das Fahrgestell des Henry J wurde auch als Basis für den Sportwagen Kaiser KFD-161 Darrin verwendet.